# Фонд громади міста Херсон «Захист»
Благодійна організація «Фонд громади міста Херсон „Захист“» — неприбуткова організація, що спрямовує зусилля на розв'язання гуманітарних, соціальних і культурних проблем, допомогу вразливим верствам населення та активізацію громадськості у Херсонській міській територіальній громаді та Херсонській області.

## Загальні відомості
Заснована 13 березня 2003 року групою активістів неурядових організацій та представників місцевого бізнесу. На той момент організація мала назву «Херсонський обласний благодійний фонд „Захист“». У 2014 році фонд змінив офіційне найменування на благодійну організацію «Фонд громади міста Херсон „Захист“», тим самим закріпивши свою відданість принципам функціонування фондів громад, які зосереджуються насамперед на вирішенні спільних для громади проблем, а не індивідуальних проблем її членів.
Місія організації: згуртувати громаду задля позитивних змін, надаючи підтримку громадським ініціативам та розвиваючи системну філантропію.
Керівниця фонду — Лариса Польська, голова правління. У 2022 році вона була нагороджена державним орденом княгині Ольги І ступеня, ставши повним кавалером цього ордена, а у 2024 році — відзнакою Президента України «За оборону України». Має звання «Почесний Амбасадор Херсонської області».

## Діяльність організації
Основні напрямки діяльності фонду:
- впровадження системної філантропії шляхом розв'язання проблем уразливих верств населення, соціальних закладів, медичних і освітніх закладів, інших об'єктів критичної інфраструктури, які стикаються з нестачею бюджетного фінансування;
- сприяння розвитку громадянського суспільства через підтримку місцевих громадських ініціатив, проведення інформаційних і навчальних заходів для неурядових організацій, участь у демократичних процесах, проведення адвокаційних кампаній.

### Реалізація філантропічного напрямку
За час свого функціонування фонд організував різноманітні благодійні ініціативи. Серед них: «Люблю театр, але він мені недоступний» (встановлення електропідйомника та будівництво пандусу для людей з інвалідністю, маломобільних людей у Херсонському обласному академічному музично-драматичному театрі імені Миколи Куліша); музичний різдвяний табір для дітей «Music Camp — Kherson»; акція «Збери до школи сироту!» (на допомогу дітям, які втратили батька в АТО); проєкт «ХОСПІС — дім надії» (закупівля функціональних ліжок, протипролежневих матраців, медичної апаратури для невиліковно хворих пацієнтів Херсонської обласної лікарні «Хоспіс»), підтриманий українським рок-співаком Віктором Романченком; акція «Хочу жити!» (забезпечення медичним обладнанням пологового відділення Херсонської обласної лікарні); проєкт «Притулок — гостинний дім, а не убогий сиротинець» (забезпечення дітей із херсонського притулку дизайнерськими костюмами, іншим одягом, взуттям і засобами особистої гігієни), який підтримав український співак, переможець шоу «ШОУМАSТГОУОН», Олександр Кривошапко; акція «Допоможи врятувати дитину!» (спільна з Херсонський обласним художнім музеєм імені Олексія Шовкуненка ініціатива на допомогу в лікуванні онкохворих дітей — пацієнтів гематологічного відділення Херсонської дитячої обласної клінічної лікарні); проєкт з облаштування у Херсонській спеціалізованій школі-інтернаті для дітей з вадами слуху кімнати для неформального спілкування (Open Space) та забезпечення слуховими апаратами учнів цього навчального закладу; проєкт «Крапля крові рятує життя» (придбання медичного обладнання для Херсонського обласного центру служби крові).
Упродовж 2020—2021 років організація долучилася до протидії поширенню коронавірусу COVID-19, створивши спеціальний фонд «СтопВірус-Херсон». У межах цієї ініціативи працівникам 15-ти лікарень Херсонської області були передані захисні комбінезони, респіратори, маски, медичні апарати і препарати для лікування хворих.

### Активізація та посилення впливу громадськості
У напрямку розвитку громадянського суспільства діяльність фонду спрямовується на проведення відповідних навчальних, консультаційних, комунікаційних, дослідницьких та інформаційно-просвітницьких заходів для громадян і неурядових організацій. Наприклад, різнотематичні тренінги (з належного врядування, механізмів участі у прийнятті рішень, дистанційної командної роботи, функціонування фондів громад, проєктного менеджменту, фандрейзингу, громадського бюджету, адвокації, медіації тощо), дослідження стану громадянського суспільства, міжсекторальні діалогові майданчики, об'єднавча акція «Хор громади Херсона», конкурси міні грантів на підтримку місцевих громадських ініціатив, адвокаційні кампанії, ініціативи на підтримку гендерної рівності та залучення жінок до публічного управління.

## Діяльність під часросійсько-української війни

### 2014—2021
У цей період фонд здійснював підтримку підрозділів Збройних Сил України, військових формувань, зокрема Херсонського прикордонного загону, батальйону патрульної поліції «Херсон» та інших місцевих військових частин. З цією метою реалізовано ряд благодійних проєктів та акцій. Так, у 2014 році організація підтримала ініційований грузинською діаспорою в Херсоні «Ілорі» благодійний концерт ансамблю пісні і танцю «Сакартвело», кошти від якого були спрямовані на допомогу херсонським прикордонникам.
У 2015 році спільно з Херсонською обласною державною телерадіокомпанію «Скіфія» організовано благодійний телерадіомарафон «Україна — понад усе!» для забезпечення бійців АТО тепловізорами. Того ж року невідомі здійснили спробу підпалу офісу фонду.
Підтримку військовослужбовцям Херсонського прикордонного загону фонд надавав і впродовж наступних років.

### З лютого 2022 року
З перших днів повномасштабного російського вторгнення в Україну фонд запровадив власну гуманітарну програму «Рятуємо разом! Херсон», спрямовану на підтримку вразливих категорій населення та відновлення об'єктів критичної інфраструктури. Зокрема, сім'ям з дітьми, багатодітним родинам, людям з інвалідністю, маломобільним та похилого віку, одиноким матерям, іншим соціально незахищеним жителям організація надавала пряму фінансову допомогу, ліки і медичні препарати, одяг і взуття, посуд, постільну білизну, засоби особистої гігієни, будівельні матеріали для ремонту пошкоджених осель та інші товари першої необхідності.
Фонд також надавав гуманітарну допомогу переселенцям з Херсонської області, співпрацюючи при цьому з розташованими у різних містах України хабами для херсонських ВПО «Вільні разом».
Допомагаючи зберегти та відновити критично важливу інфраструктуру Херсона та Херсонської області, фонд закуповує та передає медичну апаратуру, обладнання, ліки й будівельно-ремонтні матеріали лікарням; трансформатори, підстанції, інструменти та комплектуючі — електропостачальним підприємствам; транспорт, протипожежне обладнання, медичні засоби — аварійним і рятувальним службам; захисні споруди та ремонтно-будівельні матеріали — соціальним установам; комп'ютерну техніку, обігрівачі та портативні зарядні станції — закладам освіти.
У 2023 році у відповідь на підрив дамби Каховської ГЕС фонд організував збір коштів на допомогу постраждалим від затоплення. До акції долучилися відомі медійні та культурні діячі, серед яких фолк-хіп-хоп гурт «Kalush Orchestra», журналістка і телеведуча Катерина Осадча та інші. Завдяки благодійникам допомогу отримали постраждалі херсонці (засобами для прибирання, особистої гігієни й очищення води, побутовою хімією, мінімийками тощо) та рятувальні структури (обладнанням, засобами порятунку людей). Крім того, за рахунок зібраних донатів фонд придбав і передав Херсонській обласній комунальній аварійно-рятувальній службі тягач, трал та причіп для доставки техніки і гуманітарних вантажів у підтоплені райони Херсонщини.
Протягом 2022—2024 років на реалізацію гуманітарної програми «Рятуємо разом! Херсон» фондом було залучено коштів і матеріальних цінностей від міжнародних та вітчизняних донорських організацій, індивідуальних благодійників, бізнесу і банківських установ на суму близько 66,5 млн грн.

## Нагороди та відзнаки
- Переможець конкурсу «Благодійна Херсонщина — 2012» Національного конкурсу «Благодійна Україна» (номінація: «Благодійник — регіональний благодійний фонд»)[83]
- Один із переможців IV Національного конкурсу публічних звітів організацій громадянського суспільства за 2014 рік[84]
- У Національному рейтингу «Компас благодійності України — 2022» отримав найвищу оцінку — 5 зірок[85].
- Один із переможців конкурсу «Благодійна Київщина — 2024» (номінація: «Регіональна доброчинність»)[86].

## Партнерство та співпраця
Фонд є членом Національної мережі розвитку локальної філантропії, а також Мережі хабів громадянського суспільства України.
За час свого функціонування фонд реалізував низку соціальних проєктів за підтримки Європейського Союзу, USAID (США), Уряду Японії, Програми розвитку ООН в Україні, МЗС Данії, Посольства Канади в Україні, ОБСЄ, IREX, Фонду Ч. С. Мотта, Посольства Німеччини в Україні, Німецької асоціація народних університетів (DVV International), FUND FRANCE, ChildFund Deutschland e.V., MAECENATA Stiftung (Німеччина), GlobalGiving Foundation (США), Глобального фонду для фондів громад (GFCF), Mriya Report Inc (Канада), ChildFund Deutschland, ACTED (Франція), БО «Національна мережа розвитку локальної філантропії», ГО «ІСАР ЄДНАННЯ» та інших міжнародних і вітчизняних партнерів.
У березні 2023 року підписано Меморандум про співпрацю і взаємодію між фондом та Херсонською обласною військовою адміністрацією з метою консолідації зусиль у сфері підтримки життєзабезпечення населення деокупованих громад Херсонської області.

## Цифрові продукти фонду
- Веб-платформа «Почути громаду Херсона»
- Посібник для доброчинців «Секрети кухні благодійності»
- Онлайн курс для неприбуткових організацій з використання онлайн інструментів врядування
- Анімаційний відео ролик «Партисипація. Історія однієї демократії»
- Анімаційний відео ролик «Зупинити насильство щодо жінок»
- Посібник «Партисипативний підхід та практики на рівні громади»